# Viverone
Viverone est une commune italienne de la province de Biella, dans la région Piémont. Elle borde le lac du même nom.

## Administration
| Période                                  | Période | Identité | Étiquette | Qualité |
| ---------------------------------------- | ------- | -------- | --------- | ------- |
|                                          |         |          |           |         |
| Les données manquantes sont à compléter. |         |          |           |         |

### Communes limitrophes
Alice Castello, Azeglio, Borgo d'Ale, Piverone, Roppolo, Zimone